# Derde ventrikel

Driedimensionale weergave van het ventrikelstelsel in de menselijke hersenen. De derde ventrikel is de bovenste blauwe massa.

De derde ventrikel of ventriculus tertius is een deel van het ventrikelstelsel van de hersenen. Deze holte is gevuld met hersenvocht. In de holte van het derde ventrikel bevinden zich de plexus chorioides waar hersenvocht aangemaakt wordt. De derde ventrikel is gelegen tussen de twee thalami in het diëncephalon.